# Eupithecia danielata
Eupithecia danielata là một loài bướm đêm trong họ Geometridae.